# Вулиця Воликовича
Вулиця Воликовича — одна з невеликих вулиць центру Калуша садибної забудови. 

## Назва
Названа на честь Гриця Воликовича — українського бургомістра Калуша, обраного після антипольського повстання 1648 року і страченого поляками після зради Галичини Хмельницьким та відведення козацьких військ.

## Розташування
Починається від вулиці Грушевського і веде до вулиці Української.

## Історія
Забудована у міжвоєнний і частково післявоєнний.